# Mercado Municipal de Almodôvar
O Mercado Municipal de Almodôvar é um edifício histórico na vila de Almodôvar, na região do Alentejo, em Portugal.

## Descrição e história
Situa-se no centro de Almodôvar, sendo considerado como um importante pólo do comércio tradicional na vila, onde se comercializam produtos como enchidos, carne, legumes, peixe, doçaria, pastelaria e padaria tradicional, oriundos em grande parte do concelho.
Integra-se em geral no estilo da Art Deco, com uma grande geometrização das formas, e sobriedade em termos de elementos decorativos, sendo por exemplo as cimalhas e pilastras compostas por barras em argamassa. A entrada principal está dividida em três grandes pórticos, com os portões em ferro formando composições geométricas, segundo os padrões do Art Deco. Na entrada também merecem especial atenção os painéis de azulejos, elaborados por Jorge Colaço, que retratam cenas campestres, como a apanha da cortiça, o pastoreio dos porcos e a ceifa, e que apresentam molduras com motivos vegetalistas e geométricos.
O imóvel foi construído no século XIX, embora tenha sofrido grandes alterações posteriormente, passando a apresentar uma aparência influenciada pelo estilo Art Deco. Em 1936 foram executados os painéis de azulejo na entrada. Entre 2012 e 2013 foi alvo de obras de requalificação, executadas pela empresa Atlântinível, e que custaram cerca de seiscentos mil euros, totalmente financiados pela autarquia. O edifício foi reinaugurado em Julho de 2013, tendo o então presidente da Câmara Municipal, António Sebastião, referido que o mercado necessitava «urgentemente» de obras, que lhe deram uma «dinâmica maior e uma revitalização», tendo-o considerado como um pólo «centralizador e aglutinador» do pequeno comércio.
Em 2019, a autarquia de Almodôvar lançou o programa Mercado Municipal 10x + Verde, que tinha como finalidade reduzir a «pegada de dióxido de carbono nos territórios devido à circulação automóvel de comerciantes e clientes e à distribuição de sacos de plástico no concelho» e «sensibilizar as pessoas para as questões ambientais», através da «aquisição de um compostor que será acessível a toda a população, a implementação de sacos dobráveis reutilizáveis e de papel kraft 100% biodegradável, a impressão e distribuição de calendários e outros materiais com temáticas ligadas às boas práticas ambientais, sessões de esclarecimento e workshops informativos, abertos à população em geral».